# Primera División de Chile 1961
Primera División de Chile 1961 var den chilenska högstaligan i fotboll för herrar för säsongen 1961, som slutade med att Universidad Católica vann för tredje gången.

## Kvalificering för internationella turneringar
- Copa de Campeones de América 1962
  - Vinnaren av Primera División: Universidad Católica

## Sluttabell
| Plac. | Lag                  | S  | V  | O  | F  | GM | IM | MSK | Poäng |
| ----- | -------------------- | -- | -- | -- | -- | -- | -- | --- | ----- |
| 1     | Universidad Católica | 26 | 15 | 8  | 3  | 69 | 35 | 34  | 38    |
| 2     | Universidad de Chile | 26 | 13 | 12 | 1  | 55 | 28 | 27  | 38    |
| 3     | Colo-Colo            | 26 | 13 | 9  | 4  | 80 | 47 | 33  | 35    |
| 4     | Santiago Morning     | 26 | 12 | 9  | 5  | 52 | 34 | 18  | 33    |
| 5     | Everton              | 26 | 11 | 9  | 6  | 45 | 40 | 5   | 31    |
| 6     | Santiago Wanderers   | 26 | 11 | 5  | 10 | 46 | 49 | -3  | 27    |
| 7     | O'Higgins            | 26 | 11 | 4  | 11 | 41 | 40 | 1   | 26    |
| 8     | Unión Española       | 26 | 10 | 6  | 10 | 51 | 55 | -4  | 26    |
| 9     | Palestino            | 26 | 11 | 3  | 12 | 47 | 60 | -13 | 25    |
| 10    | Ferrobádminton       | 26 | 7  | 8  | 11 | 38 | 52 | -14 | 22    |
| 11    | Audax Italiano       | 26 | 7  | 7  | 12 | 46 | 57 | -11 | 21    |
| 12    | Green Cross          | 26 | 4  | 7  | 15 | 39 | 56 | -17 | 15    |
| 13    | San Luis             | 26 | 5  | 5  | 16 | 36 | 58 | -22 | 15    |
| 14    | Rangers              | 26 | 2  | 8  | 16 | 31 | 65 | -33 | 12    |

Eftersom de två främsta lagen hamnade på samma poäng spelades det en final mellan lagen för att kora en mästare.

## Final
|  | 2 januari 1962 | Universidad de Chile | 1–1 | Universidad Católica | Estadio Nacional, Santiago            |  |
|  |                |                      |     |                      | Publik: 45 414 Domare: Alberto Tejada |  |
|  |                |                      |     |                      |                                       |  |
|  |                |                      |     |                      |                                       |  |

|  | 5 januari 1962 | Universidad Católica | 3–2 | Universidad de Chile | Estadio Nacional, Santiago         |  |
|  |                |                      |     |                      | Publik: 54 009 Domare: Luis Ventre |  |
|  |                |                      |     |                      |                                    |  |
|  |                |                      |     |                      |                                    |  |

| Primera División Vinnare av Primera División 1961 |
| ------------------------------------------------- |
| Chile                                             |
| Universidad Católica 3:e titeln                   |